# Адлинда (Каллисто)
Адлинда — третья по величине крупная кольцевая деталь на спутнике Юпитера Каллисто, диаметром 840 км. Расположена в южном полушарии Каллисто. Название (место в океанских пучинах, в которое после смерти заключаются души) взято из эскимосской мифологии и утверждено МАС в 1979 году.
Около 30 % площади Адлинды закрыты светлыми продуктами выброса из более молодого, большого кратера Лофн, что затрудняет её детальное изучение.